# Piabarchus torrenticola
Piabarchus torrenticola är en fiskart som beskrevs av Volker Mahnert och Géry, 1988. Piabarchus torrenticola ingår i släktet Piabarchus och familjen Characidae. Inga underarter finns listade i Catalogue of Life.